# Lucy Millard
Pour les articles homonymes, voir Millard.
Pas d'image ? Cliquez ici

a Compétitions nationales et continentales officielles uniquement.

b Matchs officiels uniquement.
Dernière mise à jour le 31 août 2010.
Lucy Millard, née le 23 octobre 1983 à Édimbourg (Écosse), est une joueuse internationale écossaise de rugby à XV occupant le poste d'arrière.

## Biographie
Lucy Millard naît à Édimbourg en Écosse.
Elle joue en club pour le Team Northumbria.
Elle est internationale et évolue avec l'équipe d'Écosse au plus haut niveau.
Elle a fait ses débuts internationaux contre la France en février 2003 à l'occasion du Tournoi des Six Nations 2003.
Elle compte 23 sélections au 15/08/2006, elle fait partie de l'équipe qui se rend à Edmonton au Canada pour finir à la sixième place lors de la Coupe du monde 2006.
Elle est élue meilleure joueuse internationale écossaise en 2004, c'est la meilleure réalisatrice et la meilleure marqueuse d'essais du championnat écossais (organisé par la fédération féminine écossaise de rugby à XV) en 2004, 2005 et 2006. 
Elle a inscrit deux essais en cinq rencontres lors de la Coupe du monde 2006. 
Elle participe aux trois matchs qualificatifs pour la Coupe du monde 2010 et marque des essais à neuf reprises.
Elle marque quatre essais en trois matchs de poule lors de la Coupe du monde 2010. 
Elle et la meilleure marqueuse écossaise dans l'histoire du Tournoi des Six Nations féminin avec quatorze essais. 

## Palmarès
(Au 15.08.2006)
- 23 sélections avec l'équipe d'Écosse.
- 6 essais.
- Participation à la Coupe du monde 2006 et à la Coupe du monde 2010.
- Participations au Tournoi des Six Nations.

- Meilleure joueuse internationale écossaise en 2004.
- Meilleure joueuse du championnat écossais en 2004.
- Meilleure réalisatrice du championnat écossais en 2004, 2005 et 2006.
- Meilleure marqueuse d'essais du championnat écossais en 2004, 2005 et 2006.